# Henri Rougier (géographe)
Pour les articles homonymes, voir Rougier.
Henri Rougier, né le 29 juillet 1945 à Marseille et mort le 14 septembre 2020 à Coublevie, est un géographe français.

## Publications
- Les Hautes vallées du Rhin : étude de géographie régionale, Gap, Éditions Ophrys, 1980  (ISBN 2-7080-0478-6) (revue par Paul Guichonnet Annales de Géographie 1983 vol. 92 no 513, p. 604-607)
- Espaces et régions du Canada, Paris, Ellipses, 1987  (ISBN 2-7298-8721-0) (rééd. Ellipses, 1998) (revue par Pierre George, Annales de Géographie, 1988 vol. 97 no 544, p. 753)
- Découvrir l'Isère, Écully, Horvath, 1991  (ISBN 2-7171-0709-6)
- Au pays des grandes Rousses. Huez, l'Alpe d'Huez, Horvath, 1992.
- Les Hautes Vallées du Rhin : étude de géographie régionale, Ellipses, 2002
- Au pays de Zermatt : la vallée, le massif, les hommes, l'aménagement du territoire, Lausanne, Loisirs et pédagogie, 2002,  (ISBN 2-606-00989-4)
- Zermatt und seine Bergwelt. Wandel einer hochalpinen Kulturlandschaft, Zurich, Orell Füssli, 2002, 224 p.  (ISBN 3-280-05053-7)(trad. allemande de l'ouvrage précédent)

Ouvrages collectifs :
- avec Régis Maury et Jean Pelatan, Initiation à la géographie, Ellipses, 1998
- avec Gabriel Wackermann, Géographie des montagnes, Ellipses, 2001
- avec W. Bätzing, Les Alpes, un foyer de civilisation au cœur de l’Europe, LEP, 2005